# Mutal
Mutal (en rus: Мутал) és un poble de Baixkíria, a Rússia, que en el cens del 2010 tenia quatre habitants. Pertany al districte de Iermolàievo.